# Огни на курганах (повесть)
«Огни́ на курга́нах» — историческая повесть (часто называемая романом) Василия Яна о сопротивлении предков народов Средней Азии согдов и скифов армии Александра Македонского. Написана в конце 1920-х — начале 1930-х годов.
До «Огней на курганах» Василий Ян напечатал уже несколько исторических рассказов и повесть «Финикийский корабль». Автор много бывал в Средней Азии и путешествовал по ней, изучал и любил её, её тематика стала одной из основных в его творчестве. Была проделана и большая теоретическая работа в Ленинской библиотеке по изучению описываемой эпохи.
На момент написания повести образ Александра Македонского во многом идеализировался в западных исторических и художественных произведениях как, по словам Яна, «тип прекрасного монарха, образец добродетели, мужества, великодушия». Одной из целей книги было дать более реалистичное изображение «разрушителя, беспощадно и безжалостно истреблявшего своих противников». Александр Македонский действительно является главным отрицательным персонажем данной повести. Показаны все недостатки его характера — гордость, высокомерие, жестокость. Автор отказал Александру даже в смелости (в единственной сцене сражения полководец проявил себя самым худшим образом).
Главные герои повести — противостоящие Александру предводители скифов и согдов Будакен и, особенно, Спитамен, «талантливый смелый вождь, удачно умевший бороться с войсками Александра, нанося им непрерывные поражения и оставаясь неуловимым», и скифские воины показаны, наоборот, идеализированно, как героические образы, какими они остались в легендах. Так, Спитамен изображён сыном согда и скифянки, хотя он был выходцем из персидской знати.
В книге показано столкновение трёх культур — греческой, иранской и скифской. Скифам внимания уделено больше всего, их обычаи описаны очень подробно.

## Издания
Впервые опубликована в 1932 году издательством «Молодая гвардия» в сильно сокращённом виде в связи с нехваткой у издательства бумаги. Достоинствами издания были авторские предисловие и карта походов Александра, иллюстрации ценимого Яном В. Г. Бехтеева. Василий Ян до конца жизни постоянно перерабатывал и дорабатывал рукопись, планировал создать трилогию о завоевателе Александре, в которой «Огни на курганах» были бы второй книгой. Заявку на создание серии обещали включить в план Детиздата, но начавшаяся Великая Отечественная война не дала этому осуществиться. Несмотря на все старания автора, больше прижизненных изданий так и не было. В 1959 году книга, подготовленная к печати сыном писателя, вышла в серии «Школьная библиотека» издательства «Детская литература» с автобиографией автора, научным послесловием, иллюстрациями И. Архипова; текст был значительно дополнен (13 глав и эпилог) и исправлен. С тех пор книга многократно переиздавалась и была переведена на множество языков. Дополнением к повести является рассказ «Голубая сойка Заратустры», написанный как глава к третьей части трилогии.

## Крылатые фразы
- Из золы не бывает горы — и предатель не станет героем.
- Подари мне стрелу, улетевшую в камыши. Подари мне кольцо, упавшее в колодец. Подари мне невольницу, развязавшую верблюда.
- «Длинное ухо» разнесло весть по степи.